# Figlie sagge
Figlie sagge è l'ultimo romanzo scritto da Angela Carter. Racconta le peripezie di due ballerine di fila gemelle, Dora e Nora Chance, e della loro bizzarra famiglia teatrale. Esplora la natura sovversiva della paternità, la cui negazione porta le due donne alla frivola lascivia "illegittima". Il romanzo rivela l'ammirazione della Carter per Shakespeare e il suo amore per le fiabe e il surreale, incorporando una gran quantità di realismo magico ed elementi del carnevalesco che esplora e distorce le nostre aspettative della realtà e della società.

## Trama
La storia inizia il giorno del settantacinquesimo compleanno delle gemelle, Dora e Nora Chance. Secondo quello che Dora, che è anche il narratore del romanzo, descrive come una bizzarra coincidenza, quel è anche il centesimo compleanno del loro padre naturale, Melchior Hazard, e del suo fratello gemello, Peregrine Hazard, che si crede sia morto. La data coincide con il compleanno dello stesso Shakespeare, ossia il 23 aprile.
Questo giorno di festa si fa drammatico quando il fratellastro delle signore, Tristram Hazard, il quale crede di essere il nipote delle gemelle, si presenta alla porta e annuncia che Tiffany, sua compagna e figlioccia delle due, è scomparsa. Ben presto Dora e Nora scoprono che Tiffany è incinta di Tristram, il quale non ha intenzione di prendersi le sue responsabilità. Subito dopo tale rivelazione avviene il ritrovamento di un corpo, che tutti credono sia proprio di Tiffany. Ciò accade un momento prima della famosa battuta di Dora: "Jessica è la migliore".
La maggior parte del romanzo è costituito dai ricordi di Dora. Oltre a fornire uno scenario per le storie del padre naturale (Melchior Hazard), del padre legittimo (Peregrine Hazard) e della tutrice (Grandma Chance), Dora descrive gli eventi chiave della propria vita: le sue prime esperienze teatrali, il modo in cui lei e la sorella affrontarono la scelta del padre di non riconoscerle come figlie, il periodo trascorso a Hollywood per produrre una versione cinematografica del Sogno di una notte di mezza estate. Inoltre, pur non chiarendo mai il mistero, la Carter allude, in qualche modo, a una relazione sessuale e incestuosa tra Peregrine e Dora durante il viaggio a Brighton.
Dora e Nora partecipano alla festa del centesimo compleanno di Melchiorre e in questa occasione l'uomo riconosce per la prima volta di essere il loro padre. Le gemelle scoprono poi che Peregrine e Tiffany sono entrambi vivi e la natura dei loro inveterati nemici, Saskia e Imogen, viene finalmente rivelata.
Alla fine del romanzo Dora e Nora si ritrovano con due gemellini neonati a cui badare - un gentile pensiero di Peregrine - e realizzano di non potersi "permettere" di morire per almeno altri vent'anni per vederli crescere. L'ultima frase dell'opera è un messaggio costantemente trasmesso dalla Carter lungo l'intero romanzo: "Che gioia danzare e cantare!".

## Personaggi principali
- Dora Chance - Settantacinque anni, attrice secondaria di cinema e teatro, figlia illegittima di Melchior Hazard e di "Pretty Kitty", che muore di parto. Ritenuta dalla società la figlia di Peregrine Hazard.
- Nora Chance - Sorella gemella e migliore amica di Dora.
- Melchior Hazard - Famoso attore teatrale e cinematografico, conosciuto per prediligere la carriera alla famiglia.
- Peregrine Hazard - Fratello gemello di Melchior, che si prende cura di Nora e Dora dall'infanzia. Avventuriero, esploratore, attore, incarna il realismo magico e il carnevalesco.
- Lady Atalanta Hazard - Prima moglie di Melchior, madre di Saskia e Imogen. Nora e Dora si prendono cura di lei durante la sua vecchiaia, dopo che le figlie l'hanno spinta giù dalla scale e le hanno rubato tutti i suoi risparmi.
- Delia Delaney (Daisy Duck) - Attrice, seconda moglie di Melchior ed ex-fidanzata di Peregrine. Successivamente sposa Duck, della produzione di Sogno di una notte di mezza estate.
- My Lady Margarine - Terza moglie di Melchior, madre di Gareth e Tristram. Nota con il nome di "Lady Margarine" perché è famosa per uno spot pubblicitario televisivo sulla margarina.
- Grandma Chance - Tutrice di Dora e Nora Chance. Peregrine rammenta che avrebbe potuto essere la loro madre, ma Dora lo crede improbabile. Nudista e vegetariana, è contraria anche alla raccolta dei fiori, credendolo un atto crudele.
- Saskia Hazard - Figlia legittima di Melchior, cuoca televisiva, furba e ambiziosa. Ha una stabile relazione con Tristram, suo fratellastro. Nemesi di Dora. Le gemelle presumono sia la figlia biologica di Peregrine.
- Imogen Hazard - Figlia legittima di Melchior, sorella gemella di Saskia. Interpreta la parte di un pesce in un programma televisivo per bambini.
- Tristram Hazard - Figlio di Melchior e della sua terza moglie, fratello gemello di Gareth. Presentatore del quiz televisivo "Lashings of Lolly".
- Tiffany - Figlioccia di Dora e Nora. Fidanzata di Tristram, con il quale presenta "Lashings of Lolly" e del cui foglio è incinta.

## Personaggi secondari
- Gareth Hazard - Figlio di Melchior e della sua terza moglie, fratello gemello di Tristram. Diventa missionario durante l'adolescenza e per questo trascorre la maggior parte del tempo in Sudamerica. Dora e Nora conoscono i suoi bambini alla fine del romanzo.
- Estella "Stella Ballerina" ("A Star Danced") Hazard - Madre di Melchiorre e Peregrine, attrice shakespeariana. Il suo soprannome è un riferimento a un verso di Molto rumore per nulla di William Shakespeare recitato da Beatrice: "ma c'era una stella ballerina e sotto di essa io nacqui" ("but then there was a star danced, and under that was I born", II i).
- Ranulph Hazard - Marito di Estella Hazard. Uccide lei, Cassius Booth e poi si suicida.
- Cassius Booth - Amante di Estella Hazard e probabile padre di Melchior e Peregrine.
- Pretty Kitty - Madre di Dora e Nora. Muore dando loro la luce.
- "Our Cyn" - Madre di Malvis, nonna di Brenda e bisnonna di Tiffany. Si presenta alla porta di Grandma Chance come contadina.
- Miss Worthington - Insegnante di danza di Dora e Nora.
- Mrs. Worthington - Madre di Miss Worthington.
- Il bel George (Gorgeous George) - Commediante che interpreta la parte di Bottom in una versione cinematografica di Sogno di una notte di mezza estate. Patriota che si è tatuato sul corpo una mappa dell'Impero britannico. Alla fine del romanzo si è ormai ridotto a fare il mendicante.
- "Oca natalizia" ("Pantomime Goose") - Primo fidanzato di Nora.
- "Stella della pantomima" ("Principal boy") - Moglie dell'"Oca Natalizia".
- "Tenore biondo dal nome immemorabile" - fidanzato di Nora, cui Dora deve la perdita della verginità nel giorno del suo diciassettesimo compleanno.
- Gengis Khan - Produttore cinematografico. Produce una versione cinematografica del Sogno shakespeariano, descritto poi come il "trionfo del kitch". Deve il suo soprannome allo spietato signore della guerra mongolo, Gengis Khan, perché si comporta in maniera molto simile. A un certo punto si fidanza con Dora, ma il matrimonio va a monte.
- Mascara - Insegnante di danza durante le riprese del Sogno.
- "Esule tedesco radicale" ("radical German exile") - fidanzato di Dora.
- Puck - Terzo marito di Delia Delaney.
- Irish O'Flaherty - Scrittore statunitense amante dei libri, fidanzato di Dora, cui insegnò a leggere e scrivere.
- Tony - Fidanzato di Nora sul set del Sogno.
- Brenda - Nipote di "Our Cyn" e madre di Tiffany.
- Leroy Jenkins - Marito di Brenda.
- Miss. Euphemia Hazard - Zia presbiteriana di Melchior e Peregrine, con la quale essi rimangono dopo la morte di Ranulph e di Estella.

## Dramatis personae
Figlie sagge è noto per il gran numero di gemelli identici e di fratelli gemelli che figurano tra i personaggi. Le complesse relazioni, in alcuni casi anche incestuose, esistenti tra loro vanno a unirsi al senso di incredulità creato dalla Carter attraverso l'uso del realismo magico. La scrittrice forza i limiti di ciò che è accettabile e possibile in modo che il lettore sospenda il proprio scetticismo a favore dell'evolversi della storia.

## Albero genealogico

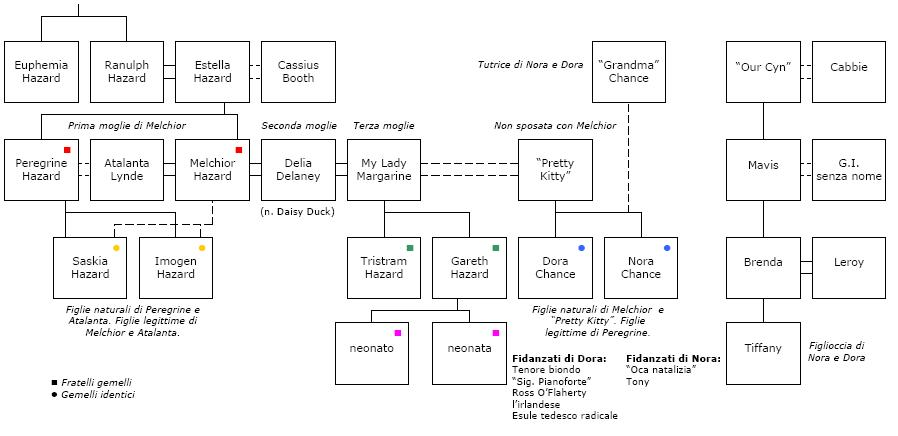
Le linee continue indicano le relazioni biologiche. Le linee tratteggiate indicano gli altri tipi di relazione (p.e. quelle non riconosciute dalla legge).

## Simboli fondamentali
Molti sono i simboli utilizzati nel romanzo per illustrarne i temi. La Carter impiega spesso oggetti e luoghi che assumono dei significati che vanno oltre quello letterale per sviluppare particolari concetti sulla società. Ecco alcuni esempi:
- La pendola a colonna: rappresenta il padre assente, perché fu recapitato dalla prozia (sorella di Ranulph) a casa di Dora e Nora per errore, in quanto il loro era l'ultimo indirizzo conosciuto di Melcior. È, inoltre, un simbolo fallico. È danneggiato, perché non suona mai l'ora corretta: "suona l'ora emettendo un rintocco in falsetto, ed è sempre l'ora sbagliata". Ciò si lega fortemente al padre, molti aspetti della cui personalità, tra cui la vanità e il fatto di non aver riconosciuto le figlie per tanti anni, non sono esattamente da lodare.
- Canto e danza: rappresentano la carriera di Nora e Dora. Come queste due attività, le gemelle hanno il cuore leggero e sono piene di energia. È anche un cliché: in inglese "making a song and a dance" significa anche "fare chiasso, confusione, rumore" (un ovvio riferimento a Shakespeare, tra l'altro).
- Londra: la città delle due protagoniste e il loro luogo di nascita. Vi è un elemento carnevalesco, perché è una città in continuo cambiamento: "non si riesce prendere una tazza di tè". Il momento carnevalesco più importante del romanzo è la festa che termina con un incendio, perché possiede un'incuranza folle, parallela ai carnevali dell'epoca prerinascimentale. Inoltre, corrisponde alla descrizione del carnevalesco fatta da Bachtin.
- L'appaiamento degli opposti: evidente nell'assortimento dei gemelli, ma anche nei cognomi delle famiglie ("Chance" e "Hazard", ossia "caso", "sorte"), consiste nell'accoppiamento di due parole con lo stesso significato che enfatizzano la natura superficiale delle differenze esistenti tra loro.

## Allusioni/riferimenti ad altre opere
I termini "figlie sagge" appaiono in altri due lavori di Angela Carter: La camera di sangue e Notti al circo.
In tutto il romanzo vi sono numerosi riferimenti alle opere e all'impatto dei William Shakespeare. All'inizio del romanzo ci sono tre citazioni, due delle quali alludono a Shakespeare: "Ripassa Shakespeare" ("Brush Up on Your Shakespeare"), il titolo di una canzone tratta dal musical Kiss Me, Kate basato su La bisbetica domata, e "Quante volte Shakespeare tira fuori padri e figlie, e mai madri e figli", citazione di Ellen Terry, attrice di teatro britannica. In un'intervista sul soggetto di Figlie sagge Angela Carter affermò:
(intervista di Lorna Sage ad Angela Carter in New Writing (ed. Malcolm Bradbury and Judith Cooke, 1992:188))
Vi sono anche altre citazioni teatrali, per esempio il motivo della "luna di carta", che simboleggia la luce di proscenio, la ribalta, e indica un senso di illusione. Vi sono inoltre elementi di realismo magico, come quando una scena viene esagerata a tal punto che il lettore potrebbe non ritenerla possibile, ma poi si lascia coinvolgere dal realismo dell'intero romanzo e finisce per crederci. Questo meccanismo è noto come "volontaria sospensione dell'incredulità".

## Edizioni
- Angela Carter, Figlie sagge, Vintage,  p. 232.